# Luciano Bocco
Luciano Lionel Bocco Cutro (Ciudad de México, México; 27 de octubre de 2000) es un futbolista México-Argentino. Juega de defensa y su equipo actual es el C. D. S. Tampico Madero de la Serie A de México.

## Trayectoria
En 2020, Bocco fichó en el Cancún FC de la Liga de Expansión MX proveniente de las inferiores del Cruz Azul.
En 2022, firmó contrato en el Central Córdoba (SdE) de la Primera División de Argentina.

En 2023, firmó contrato en el C. D. S. Tampico Madero, de la Serie A de México.

## Estadísticas
Actualizado al último partido disputado el 14 de octubre de 2021.
| Club                            | Div.          | Temporada     | Liga  | Liga  | Copas nacionales | Copas nacionales | Copas internacionales | Copas internacionales | Total | Total |
| Club                            | Div.          | Temporada     | Part. | Goles | Part.            | Goles            | Part.                 | Goles                 | Part. | Goles |
| ------------------------------- | ------------- | ------------- | ----- | ----- | ---------------- | ---------------- | --------------------- | --------------------- | ----- | ----- |
| Cancún FC · México              | 2.ª           | 2020-21       | 9     | 0     | —                | —                | —                     | —                     | 9     | 0     |
| Cancún FC · México              | 2.ª           | 2021-22       | 8     | 0     | —                | —                | —                     | —                     | 8     | 0     |
| Cancún FC · México              | Total club    | Total club    | 17    | 0     | 0                | 0                | 0                     | 0                     | 17    | 0     |
| Central Córdoba (SdE) Argentina | 1.ª           | 2022          | 0     | 0     | 0                | 0                | —                     | —                     | 0     | 0     |
| Central Córdoba (SdE) Argentina | 1.ª           | 2023          | 0     | 0     | 0                | 0                | —                     | —                     | 0     | 0     |
| Central Córdoba (SdE) Argentina | Total club    | Total club    | 0     | 0     | 0                | 0                | 0                     | 0                     | 0     | 0     |
| Total carrera                   | Total carrera | Total carrera | 17    | 0     | 0                | 0                | 0                     | 0                     | 17    | 0     |